# Caprimulgus solala
El chotacabras de Nechisar (Caprimulgus solala) es una especie de ave caprimulgiforme de la familia Caprimulgidae endémica de Etiopía.
La especie fue descubierta en 1990 cuando los investigadores descubrieron los restos de un ejemplar en descomposición en el Parque nacional de Nechisar. Luego de regresar con una sola ala del espécimen al Natural History Museum en Londres, se determinó que pertenecía a una especie desconocida. Su nombre, solala, significa "solo un ala".

## Hábitat
Su hábitat natural son los pastizales bajos secos subtropicales o tropicales. Se encuentra amenazado por pérdida de hábitat.